# Kölncampus

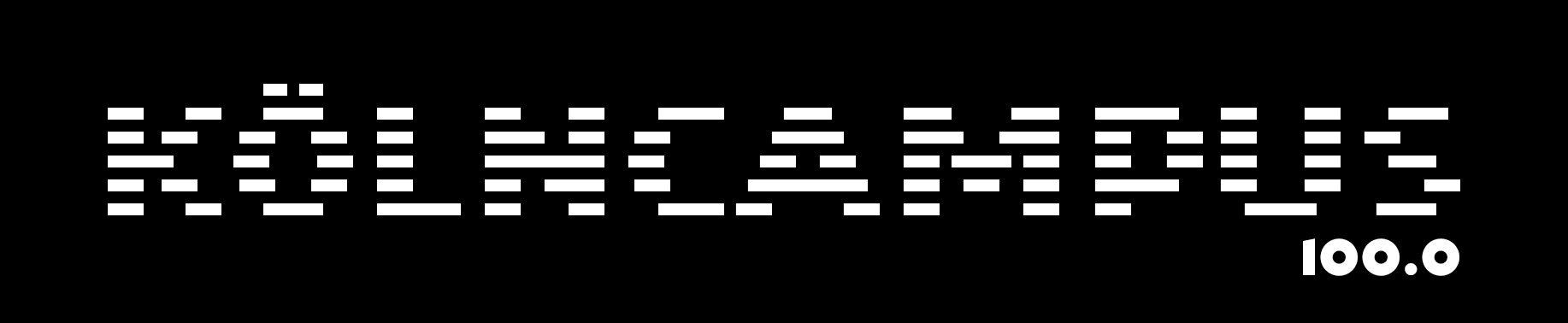
Logo Kölncampus

Kölncampus – radio uczelni w Kolonii. Nadaje ono mieszankę takich gatunków muzycznych jak jazz, hip-hop, rock czy pop. Podobnie jak w przypadku innych stacji tego typu, w programie dominują tematy związane ze szkolnictwem wyższym, zwłaszcza podczas dwóch audycji: „Fruehrausch” (codziennie w godzinach 8-11) oraz „NachDurst” (13-15).
Kölncampus nie nadaje reklam; finansowany jest głównie przez uczelnie i samych studentów. Niektóre audycje sponsorowane są jednak czasem przez przedsiębiorstwa.
Od powstania stacji, tj. od 30 kwietnia 2002 roku, nadaje jest na częstotliwości 100,0 MHz. Umożliwiły to dwa stowarzyszenia organizujące działalność radia: Kölncampus e.V. oraz Campus-Welle Köln e.V.
Członkowie stowarzyszeń od początku przekazują innym studentom tajniki dziennikarskiego warsztatu oraz praktyczne doświadczenie radiowe. Wspomniane wcześniej Campus-Welle Koeln e.V. tworzy pierwszą redakcję kolońskiego radia studenckiego. Członkostwo nie jest uzależnione od uczelni ani kierunku. Wszyscy, także studenci kierujący radiem, pracują w radiu społecznie.

## Filozofia
Filozofia redakcji opiera się na głównej zasadzie, która – mimo sztywno zarysowanego planu programu – polega na stworzeniu uczestnikom możliwie jak największej ilości wolnej przestrzeni, by mogli się oni wykazać kreatywnością, nowymi pomysłami i samodzielna pracą. Studencki redaktor naczelny i składający się wyłącznie ze studentów zarząd redakcji kontrolują codzienne funkcjonowanie stacji.

## Historia
Inicjatywa stworzenia kolońskiego radia akademickiego wyszła od studentów. Pięćdziesięciu z nich założyło w 1995 r. stowarzyszenie Campus-Welle Köln e.V. Dnia 29 września 1995 Radio Köln wyemitowało ich pierwszą godzinną audycję. W ramach założonego w 1998 r. stowarzyszenia Koelncampus e.V., uczelnie, samorządy studenckie, koloński Studentenwerk (organizacja zajmująca się obsługą socjalną studentów różnych uczelni), jak i inni członkowie zorganizowali potrzebną bazę finansową na stworzenie radia i złożyli wniosek o licencję. Otrzymali ją 30 listopada 2000 roku ze strony Urzędu ds. Radia i Telewizji Nadrenii Północnej-Westfalii. Częstotliwość 100,0 MHz przydzielona została 5 listopada 2001 roku. Następnie, od 21 stycznia, na tej fali nadawane były próbne audycje. Natomiast 30 kwietnia 2002 roku doczekano się oficjalnego otwarcia stacji. Wtedy to prof. dr Tassilo Kuepper, ówczesny rektor Uniwersytetu Kolońskiego, Norbert Burger, były nadburmistrz Kolonii oraz Georg Luppertz, były naczelnik projektu Kölncampus rozpoczęli pierwszą audycję na żywo radia Kölncampus poprzez naciśnięcie czerwonego guzika podczas uroczystej imprezy na Kampusie Uniwersytetu Kolońskiego.
Od tamtej pory powstało wiele redakcji i działów (między innymi redakcja internetowa i zespół doskonalenia zawodowego) liczba współpracowników wzrosła do 500.

## Muzyka
Nadawana w radiu muzyka jest próbą odcięcia się od dążeń innych stacji, pragnących trafić w gusta jak największej ilości młodych ludzi.
Generalne zasady: listy przebojów i zajmowane na nich miejsca nie grają roli, żaden styl muzyczny nie jest z góry skreślany. Radio próbuje zaoferować przestrzeń artystom i tematom, dla których brak miejsca w ramówkach komercyjnych nadawców. Oczywiście na antenie radia nie brakuje także uznanych wykonawców.
W 15 nadawanych obecnie audycjach muzycznych obejmujących gatunki muzyki od experientalu po punk, od reaggae po szkołę hamburską, od house’u po death metal, od jazzu po glam rock, od rapu po electroclash i wiele wiele więcej podejmowane są próby różnorakiego zbliżania się do danego gatunku, zarówno poprzez jednostronne prezentacje, jak i rozmowy z gośćmi.